# Alice Gray
Alice E. Gray (7 de junio de 1914-27 de abril de 1994) fue una entomóloga estadounidense y origamista del Museo Americano de Historia Natural de Nueva York conocida como "la Señora Bicho".

## Biografía

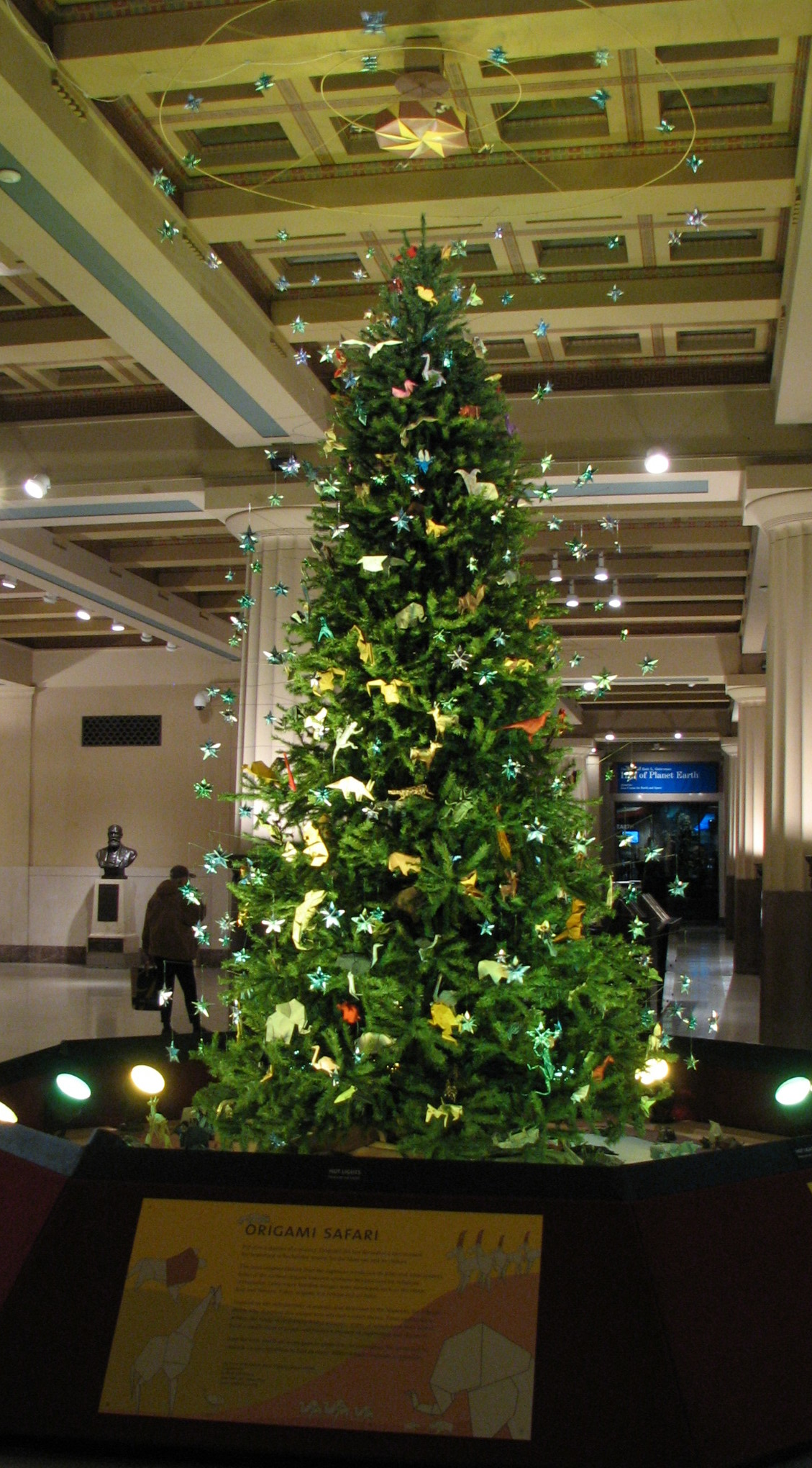
Árbol de Navidad de origami en el Museo de Historia Natural, tradición comenzada por Gray

Gray nació el 7 de junio de 1914, su padre era ingeniero y su madre granjera. Se interesó por los insectos desde que era una niña. Su madre accedió a mantener los insectos que ella recogía con la condición de saber qué comían antes de la hora de la cena, fomentando así la formación de Alice como entomóloga desde joven. En el instituto ya sabía que quería trabajar en el Museo americano de Historia Natural y llamaba al Departamento de Insectos y Arañas pidiendo empleo. Basándose en los consejos que le dio el entonces presidente, Frank E. Lutz, estudió biología, entomología e ilustración científica en la Universidad Cornell .

## Trayectoria
En cuanto se graduó en Cornell en 1937 empezó su trabajo en el museo y permaneció allí hasta su jubilación.
Demostró ser una experta ilustradora, modeladora y escritora, y desempeñó diferentes actividades de relaciones públicas y comunicación. Escribió en publicaciones del museo, creó muchas de las exposiciones del departamento, construyó grandes maquetas e ilustró folletos de entomología que se han utilizado todavía en el año 2016.
Uno de sus proyectos fue la creación de maquetas de insectos a gran escala que llamó "modelos de monstruos". En 1945 explicó su proceso de modelismo y el propósito del mismo en un largo artículo en Mechanix Illustrated. Tardó 6 meses en crear la primera maqueta, esforzándose en asegurar su precisión. "Un modelo bien hecho es un texto y un tesoro... De las cientos de personas que pasan delante de estos modelos en el museo, muchas nunca las ven. Otras le echan un vistazo, tragan saliva y corren. Sin embargo, hay algunas que ven, miran y recuerdan que es por ellas que se hace modelismo en el museo." Citó una pulga como ejemplo de su trabajo: "Una pulga bajo la lente del microscopio se hace lo bastante grande como para servir seis cenas, y se revela simple y por lo tanto habilitada para escurrirse sin impedimentos entre cabellos."
Como Asistente Científica en el Departamento de Entomología, Gray era la principal educadora y comunicadora en el ámbito de los insectos. Además de trabajar en el museo, llevaba insectos y arañas a escuelas públicas de Nueva York para enseñarlos en clase. Fue por su compromiso con la comunidad como se ganó el apodo 'la Señora Bicho'. Apareció con sus insectos en la televisión en la década de 1960 y 1970, incluido un episodio en The Tonight Show.

### Origami
El primer contacto de Gray con el origami fue cuando compró un libro en cuya portada aparecía una cigarra de papiroflexia. Lo tomó como un hobby pero su interés aumentó después de conocer a Lillian Oppenheimer en la década de 1960. Oppenheimer popularizó el origami en Estados Unidos y, después de ver su colección, Gray consideró el origami un arte a tomar en cuenta. Gray se ofreció para taxonomizar y organizar la colección, un proyecto que posteriormente fue historia principal del Origamian. En 1964, cuando los puestos de edición y dirección artística de la revista quedaron vacantes, Gray postuló para ambos, inicialmente como una medida temporal y posteriormente de manera permanente.
En 1978 cofundó sin ánimo de lucro, junto con Oppenheimer y Michael Shall, Amigos del Centro de Origami en Nueva York. Obtuvo reconocimiento internacional por su trabajo en el desarrollo de modelos, escribiendo libros y por el apoyo a la comunidad de la papiroflexia. Gray aseguró a la asociación una oficina en el museo que sigue en uso hasta hoy en día. Cuando Oppenheimer murió en 1992 cambió el nombre de la asociación a Origami USA, y sigue siendo la mayor organización de origami en Estados Unidos.
Doblar papel para crear juguetes y maquetas de insectos se convirtió en parte de su trabajo en el museo. Introdujo la idea de usar sus insectos de origami para decorar el árbol de Navidad del museo. En los años siguientes se popularizó no sólo adornarlo con insectos, sino también con representaciones de origami de otras áreas del museo. Llamó la atención del Comité de Administración de Exposición y el árbol de Návidad de origami del museo se convirtió en una tradición hasta hoy en día.
Cuando Japan Publications quiso publicar un libro de iniciación en origami para niños en Estados Unidos, contrató a Gray para que trabajara con la conocida artista japonesa Kunihiko Kasahara. De esta colaboración se publicó La Magia de la Papiroflexia en 1977 con Oppenheimer acreditada como fotógrafa.
Michael LaFosse dedicó a Gray una mariposa de papiroflexia llamada "The Alice" en 1992.

## Últimos años

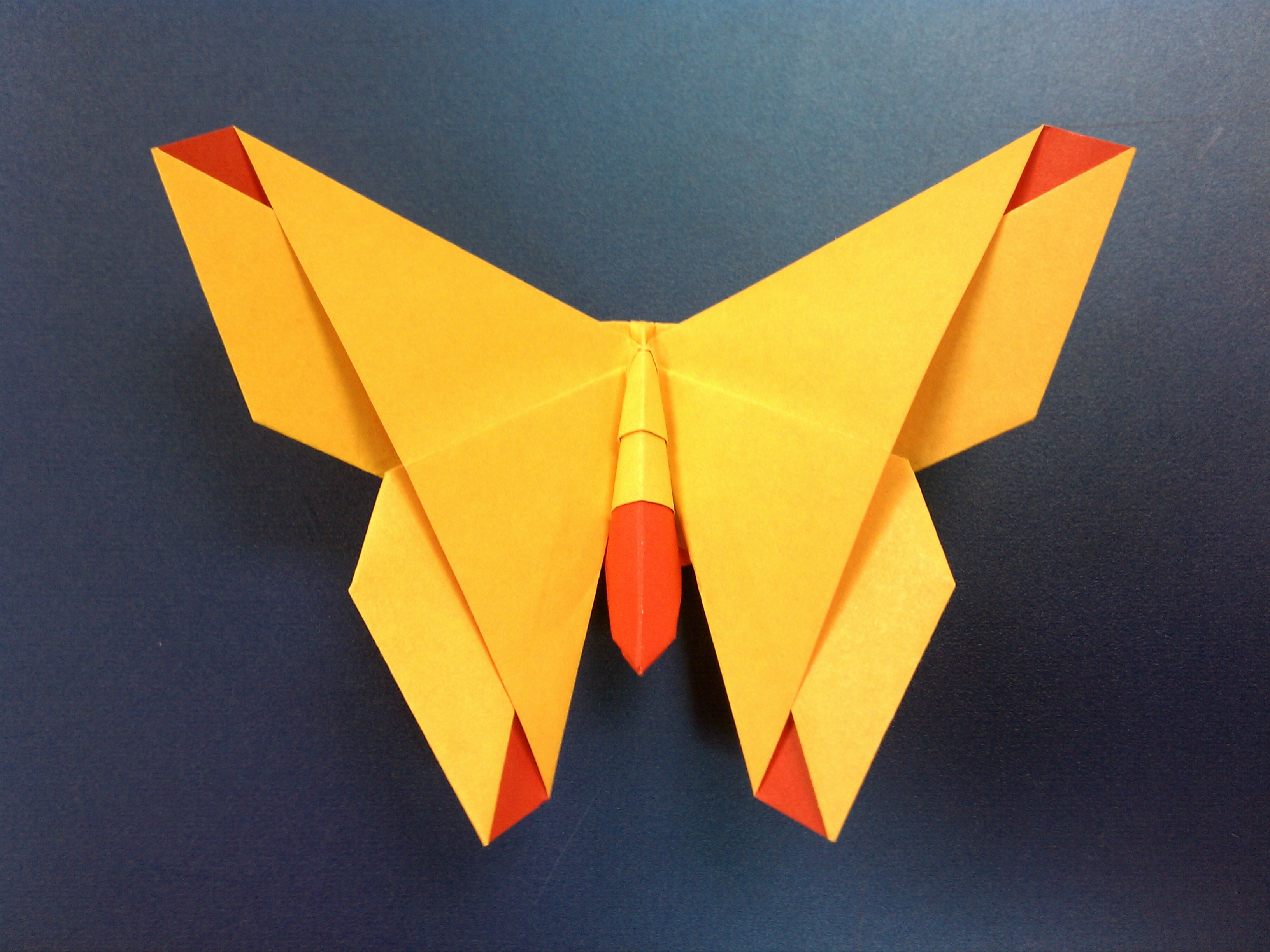
The Alice, un diseño de mariposa de origami nombrado en honor a Gray

Gray se jubiló en 1980, después de 43 años de trabajo en el museo, pero continuó como voluntaria.. El año siguiente recibió el título "Asistente Científica emérita". Entre otras actividades,  continuó apoyando en la comunicación del museo y participó en la creación de insectos de origami para el árbol de Navidad. También continuó participando activamente en comunidades de origami como presidenta de la asociación que ayudó a fundar, Amigos del Centro de Origami de América, de 1985 a 1989. Murió en Norwalk, Connecticut, el 27 de abril de 1994.